# 田一麟
田一麟（1553年—？），字道徵，河南開封府祥符縣人，匠籍，明朝政治人物、進士出身。

## 生平
萬曆四年（1576年）丙子科河南鄉試第四十四名，萬曆五年，登丁丑科會試第二百三名，第三甲第二百一十三名進士。授鞏昌府推官，十一年八月考选，授南京山西道御史，十六年二月升東昌府知府，二十二年起補常州府，次年五月升江西副使。

## 家族
曾祖父田安，曾任縣丞 贈刑科給事中；祖父田汝耒，曾任兵部司務；父親田隆耀。母賈氏。具慶下。弟田一鳳（贡士）、田一鹤、田一鹏。